# Пъклище
Пъклище (на македонска литературна норма: П'клиште) е село в Северна Македония, в община Ранковце.

## География
Селото е разположено в западното подножие на планината Герман.

## История
В края на XIX век пъклище е село в Прешевска кааза на Османската империя. Според патриаршеския митрополит Фирмилиан в 1902 година в Паклище има 20 сръбски патриаршистки къщи.
Според преброяването от 2002 година селото има 30 жители, всички северномакедонци.

## Личности
Починали в Пъклище
- Божа Кустудич (? – 1906), сръбски четник